# Auzay
Auzay foi uma comuna francesa na região administrativa da Pays de la Loire, no departamento de Vendéia. Estendia-se por uma área de 13,79 km². Em 2010 a comuna tinha 1 166 habitantes (densidade: 84,6 hab./km²).
Em 1 de janeiro de 2017, passou a formar parte da nova comuna de Auchay-sur-Vendée.